# Откидное сиденье
Откидное сиденье (англ. jump seat) — дополнительное сиденье, предназначенное для эпизодического использования. В целом, термин «откидное сиденье» может также относиться к сиденью в любом виде транспортного средства — в вагонах, автомобилях, микроавтобусах и автобусах, такси. В автомобилестроении используется термин страпонтен (от фр. strapontin — откидное сиденье, откидная скамеечка) для откидных сидений первого или среднего ряда автомобиля. В СССР первым автомобилем с таким сиденьем был ЗИС 101.

## В авиации
В авиации есть термин «откидное сиденье» — вспомогательное сиденье для лиц, не являющихся пассажирами или теми, кто управляют самолётом. Они обычно расположены в кабине экипажа или пассажирской кабине. Ими пользуются пилоты-стажёры, члены экипажа при исполнении служебных обязанностей при переходе в другой аэропорт (т. н. «дедхединг»), правительственные лица (например, сотрудники Федерального управления гражданской авиации в США) или сотрудники авиакомпаний. Откидные сидения в пассажирском салоне используются экипажем — при взлёте и посадке. Эти места обычно располагаются рядом с запасными выходами, благодаря чему стюардессы могут быстро открыть дверь для экстренной эвакуации. Такие сиденья в пассажирском салоне обычно складываются, когда они не используются, чтобы не мешать проходу к местам и запасным выходам.
Некоторые самолеты не имеют откидных сидений в кабине экипажа, но чаще всего самолёт имеет одно или два. В большинстве авиалайнеров сиденья имеют рядом панель связи с пилотами. В обязательном порядке имеется кислородная маска. В кабине экипажа могут быть дополнительные места для стюардессы. Любой тип откидных сидений может иногда использоваться сотрудниками, не выполняющими служебные обязанности в самолёте (или сотрудниками другой авиакомпании), а также участвующими в некоммерческих полётах, когда в салоне нет пассажирских мест (это явление известно как «дедхединг»). Повышенные требования безопасности для кабины пилота с 11 сентября 2001 года привели к ужесточению правил пользования откидными сиденьями (в частности, было ограничено число лиц, которые могут ими пользоваться).

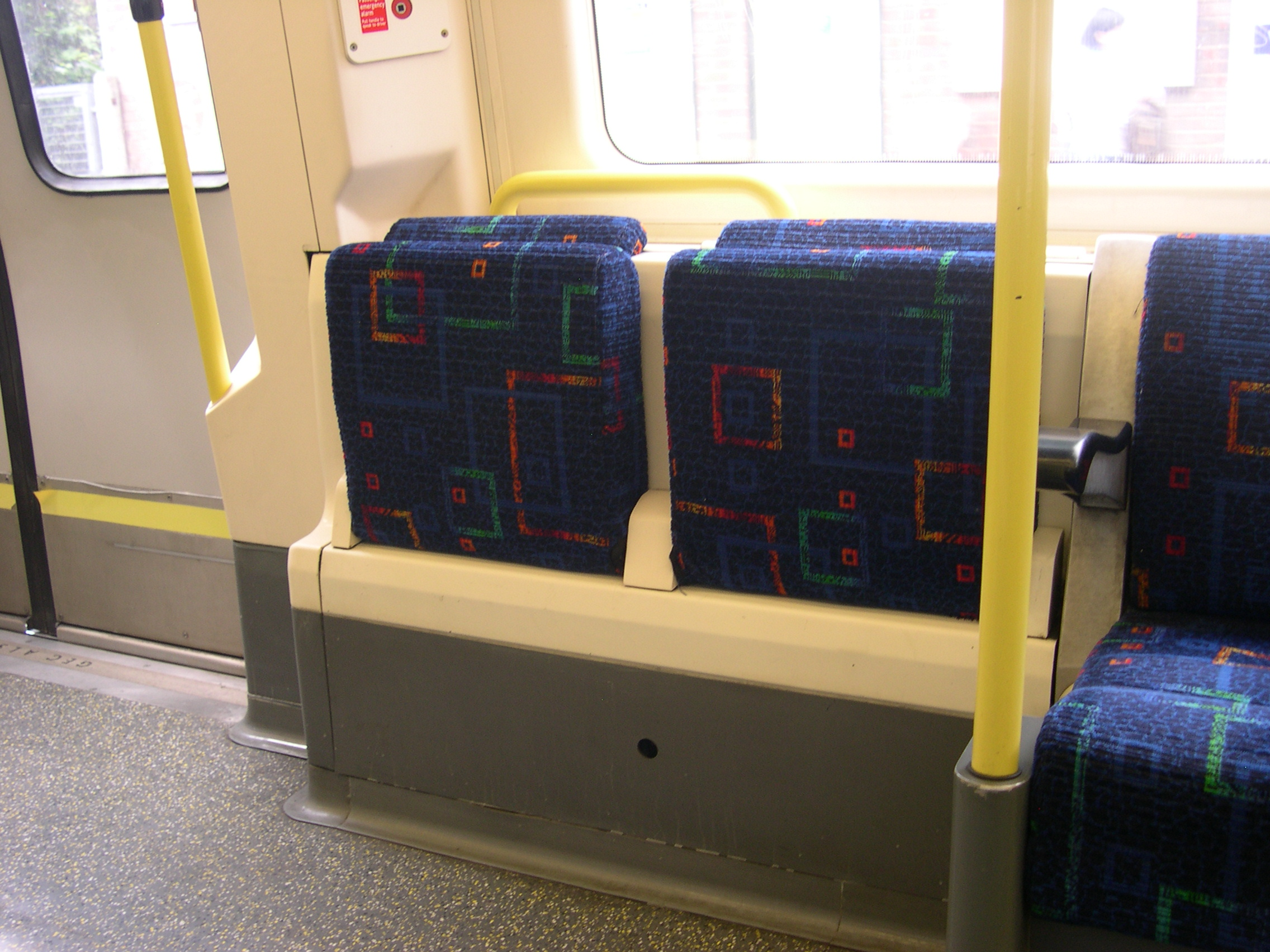
Откидные сиденья в Лондонском метро
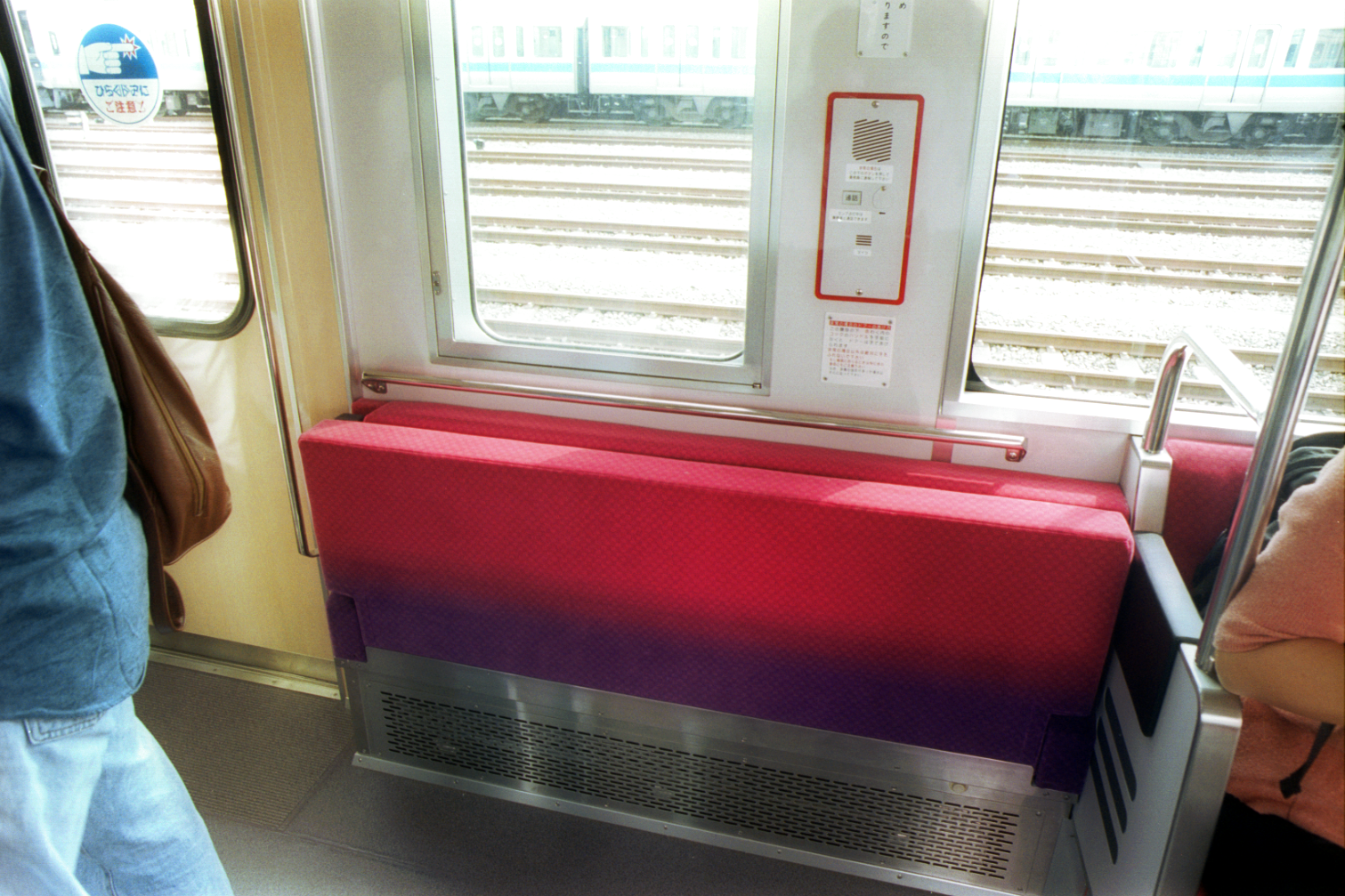
Откидные сиденья в Токийском метро
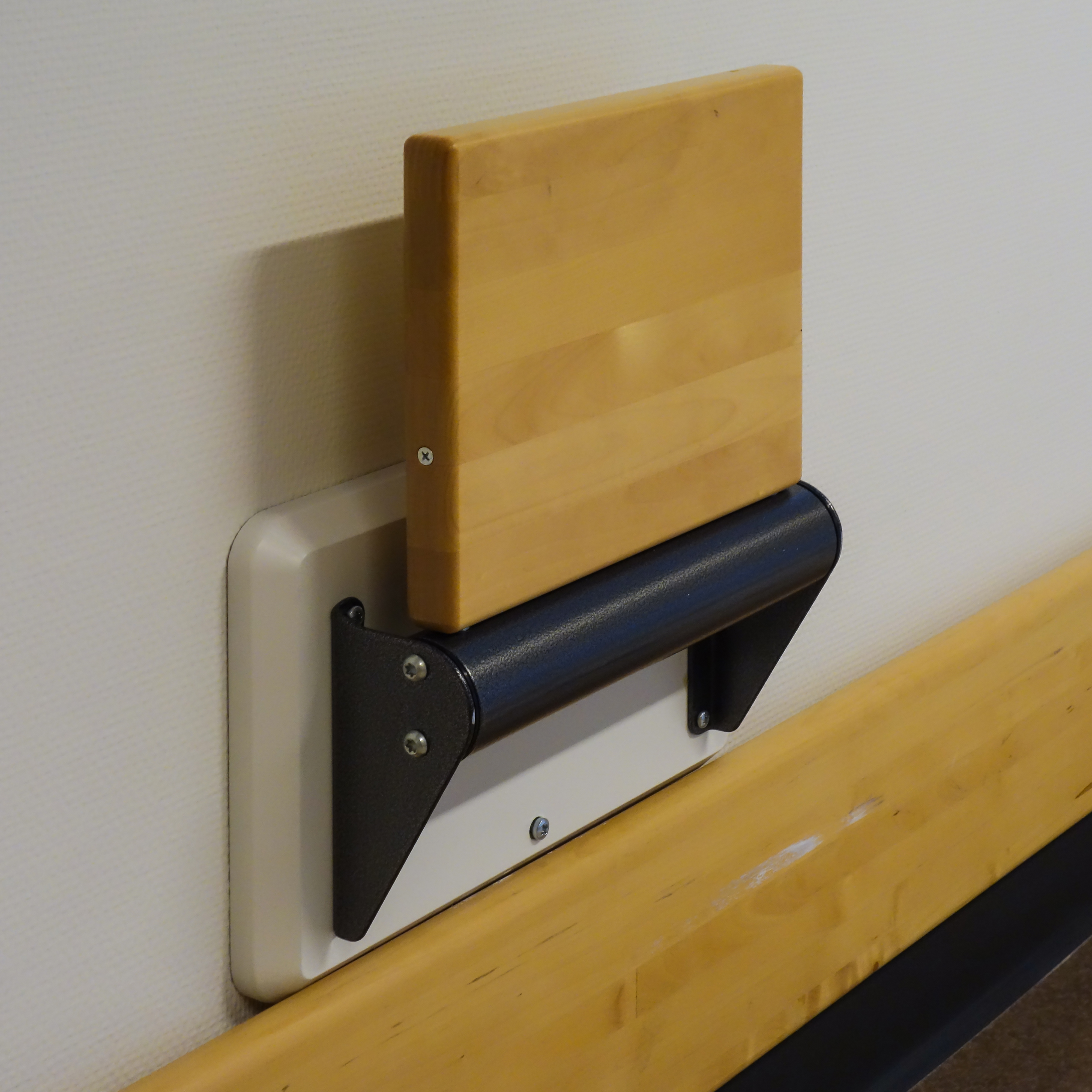
Откидные сиденья в госпитале, Швеция
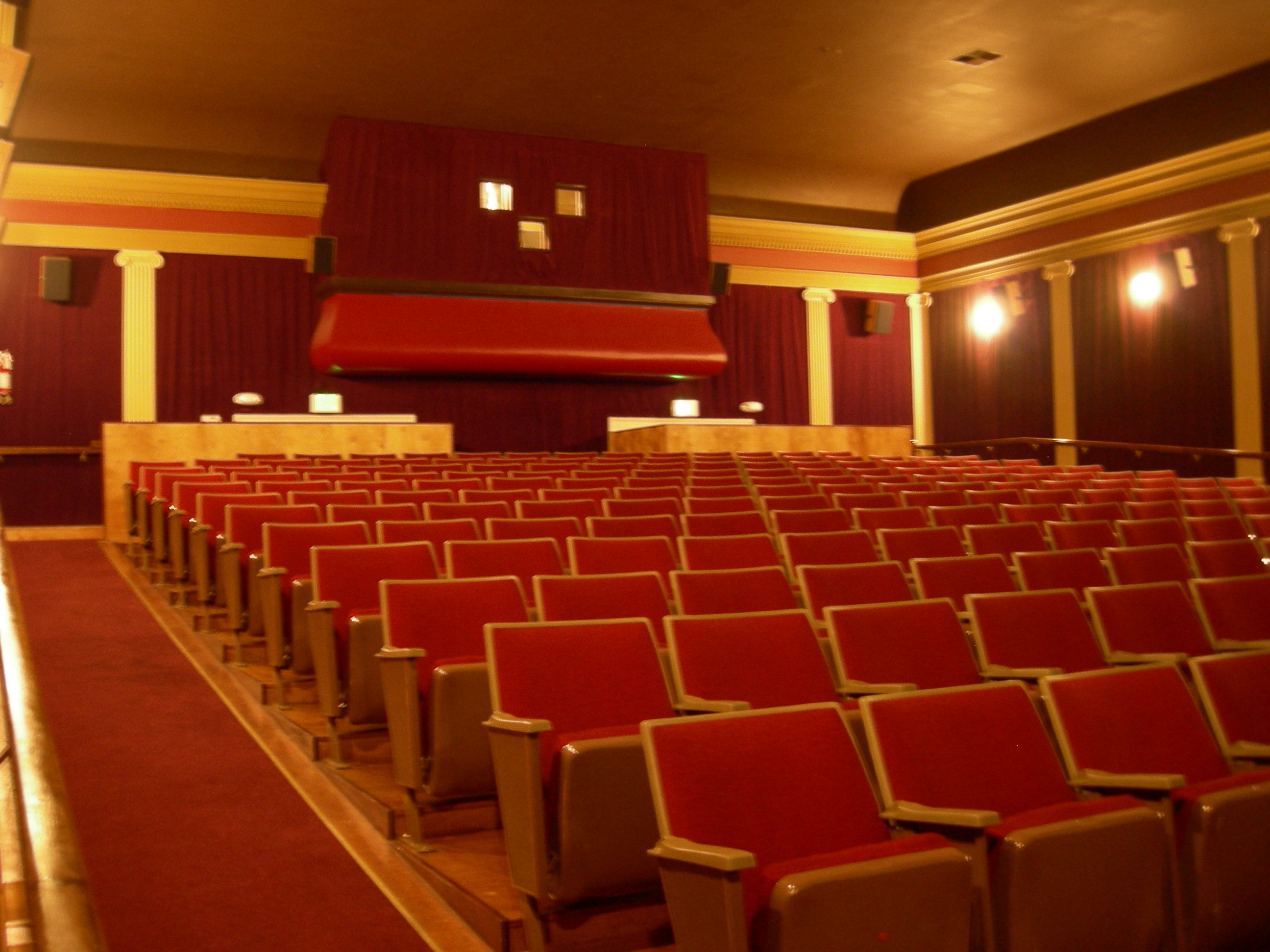
Откидные сиденья в кинотеатре